# Premi Golden Girl
El Premi European Golden Girl, comunament conegut com Golden Girl, és un guardó creat el 2022 pel diari esportiu italià Tuttosport, que s'atorga a la millor futbolista jove que juga a Europa, pels mèrits assolits durant un any natural. Les nominades han de ser menors de 21 anys i jugar en la primera divisió d'una nació europea.
L'any 2018, Tuttosport va inaugurar els premis femenins Golden Girl, concedits a la millor futbolista italiana sub-21. El 2022, el diari va crear-ne la versió ampliada a tota Europa, batejada com a European Golden Girl. Emperò, els mitjans internacionals acostumen a no explicitar el terme European, arribant a barrejar ambdós guardons.

## Reglament
El premi va ser establert pel diari esportiu italià Tuttosport el 2022, que també entrega el premi masculí Golden Boy. Els 50 periodistes que participen en la votació són dels principals mitjans europeus, entre els què es troben Bild (Alemanya), Blick (Suïssa), A Bola (Portugal), l'Équipe (França), France Football (França), Marca (Espanya), Mundo Deportivo (Espanya), Ta Nea (Grècia), Sport Express (Rússia), De Telegraaf (Països Baixos) i The Times (Regne Unit).
Les jugadores han de formar part d'un equip de la màxima divisió d'una de les 25 lligues més importants d'Europa segons la classificació de coeficients de la UEFA del segon trimestre. A partir d'una llista inicial de 100 futbolistes, el jurat confecciona una selecció final de 10 candidates. A continuació, periodistes de tota Europa voten a les seves tres millors opcions, donant cinc punts a la primera opció, a la segona opció tres punts i a la tercera opció un punt. La jugadora amb més punts és la receptora del premi.

## Guanyadores

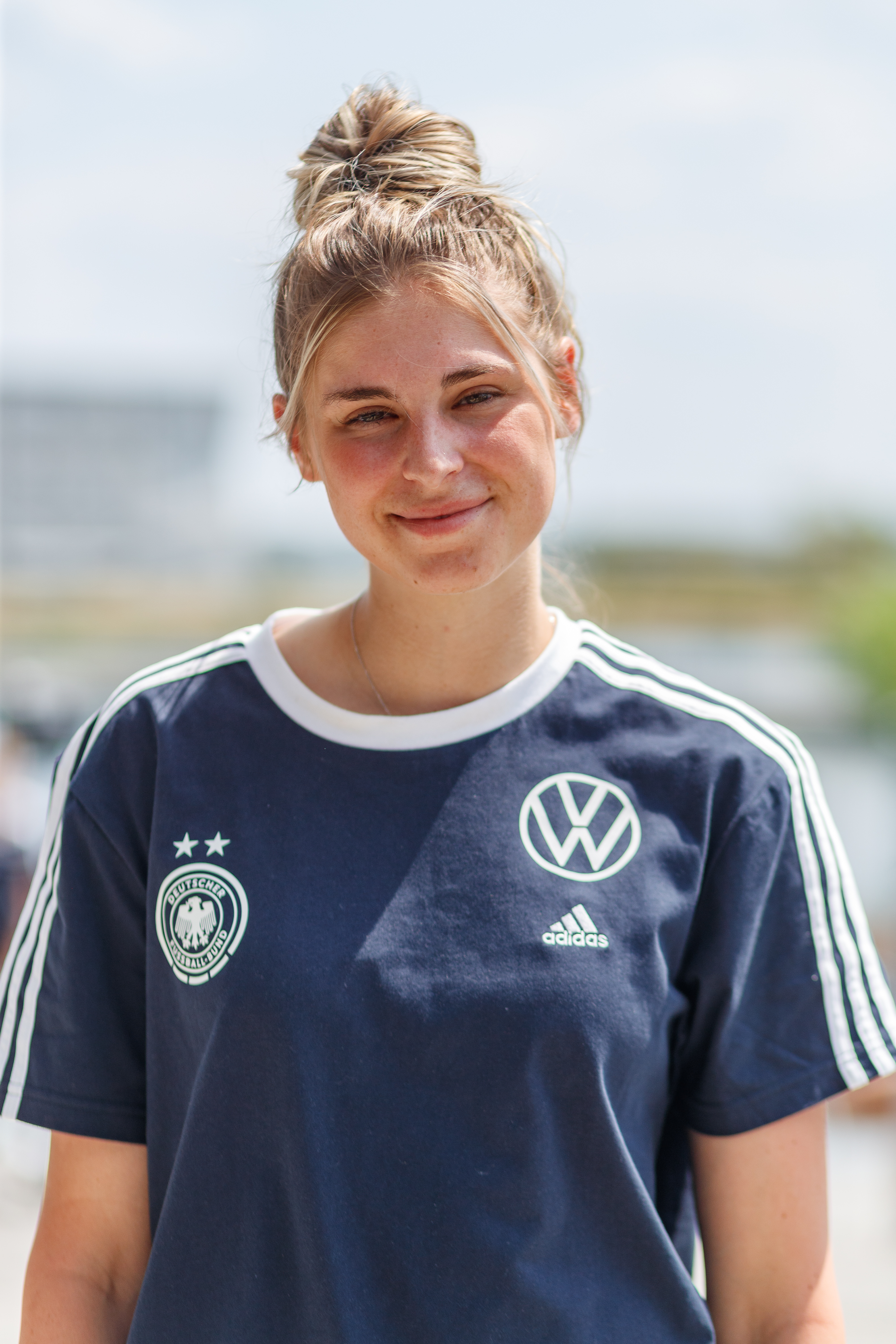
Jule Brand va inaugurar la llista de premiades.

| Any  | Guanyadora    | Club(s)              | Posició     | Naixement | Ref.   |
| ---- | ------------- | -------------------- | ----------- | --------- | ------ |
| 2022 | Jule Brand    | Hoffenheim Wolfsburg | Migcampista | 2002      | [ 10 ] |
| 2023 | Linda Caicedo | Reial Madrid         | Davantera   | 2005      | [ 11 ] |
| 2024 | Vicky López   | Barcelona            | Migcampista | 2006      | [ 12 ] |

## Premis guanyats pel club
| Club         | Premis | Any(s) |
| ------------ | ------ | ------ |
| Hoffenheim   | 1      | 2022   |
| Wolfsburg    | 1      | 2022   |
| Reial Madrid | 1      | 2023   |
| Barcelona    | 1      | 2024   |

1. 1 2  Compartida